# Координаційний штаб з гуманітарних та соціальних питань
Координаційний штаб з гуманітарних та соціальних питань — створений президентом України, який допомагає громадянам країни у подоланні складних життєвих обставин у зв'язку із збройною агресією Російської Федерації проти України. Він оперативно координує волонтерські ініціативи, міжнародні гуманітарні організації та фінансові питання.

## Опис
Координаційний штаб з гуманітарних і соціальних питань створений президентом України Володимиром Зеленським 2 березня 2022 року під час повномасштабного вторгнення Росії в Україну.
Він працює у трьох напрямках: гуманітарна допомога від урядів іноземних держав та міжнародних організацій; допомога від великого бізнесу військовим адміністраціям та громадам; допомога від органів влади військовим адміністраціям та громадам.
Керівником штабу призначений голова Офісу Президента України Андрій Єрмак. За операційні процеси відповідає заступниця керівника ОП Юлія Соколовська, а інформаційним супроводом займеться радниця з питань комунікацій керівника Офісу Президента України Дарія Зарівна.
Згідно з указом, Кабінет міністрів має забезпечити оперативну взаємодію представників обласних військових адміністрацій із Координаційним штабом. Також уряд має налагодити ефективну співпрацю з дипломатичними представництвами та консульськими установами іноземних держав, міжнародними організаціями, іноземними донорами щодо надання гуманітарної допомоги Україні.